# Mazarinettes
As Mazarinettes (em francês:  Les Mazarinettes) eram as sete sobrinhas do Cardeal Jules Mazarin (em italiano:  Giulio Mazzarino) o Ministro-Chefe de França durante a juventude do Rei Luís XIV. Ele trouxe-as, juntamente com três dos seus sobrinhos, de Itália para França nos anos de 1647 e 1653. Posteriormente, arranjou-lhe vantajosos casamentos com poderosos e influentes príncipes franceses e italianos. Para ultrapassar a resistência aristocrática a essas alianças, o cardeal atribuía generosos dotes aos noivos.

## As 7Mazarinettes
As sete sobrinhas eram filhas das irmãs de Mazarino, Laura Margarida (casada com o Conde Jerónimo Martinozzi) e Jerónima (casada com o barão Lourenço Mancini):
- Laura Martinozzi (1635–1687), que casou com Afonso IV de Este, Duquesa de Módena e Reggio desde 1658;
- Laura Mancini (1636–1657), que casou com Luis de Bourbon, Duquesa de Mercœur desde 1651;
- Ana Maria Martinozzi (1637–1672), que casou com Armando de Bourbon, Princessa de Conti desde 1654;
- Maria Mancini (1639–1715), que casou com Lorenzo Onofrio Colonna, Princessa Colonna desde 1661
- Olímpia Mancini (1640–1708), que casou com Eugénio Maurício de Saboia, Condessa de Soissons desde 1657;
- Hortênsia Mancini (1646–1699), casou com Armando Carlos de La Porte de La Meilleraye, Duquesa Mazarin desde 1661;
- Maria Ana Mancini (1649–1717), casou com Godofredo Maurício de La Tour de Auvérnia, Duquesa de Bulhão desde 1662.

Retratos
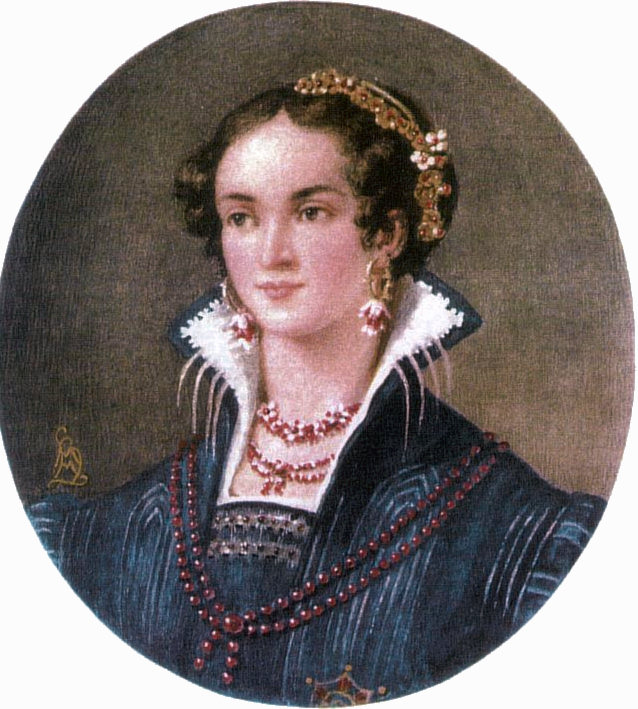
Laura Martinozzi
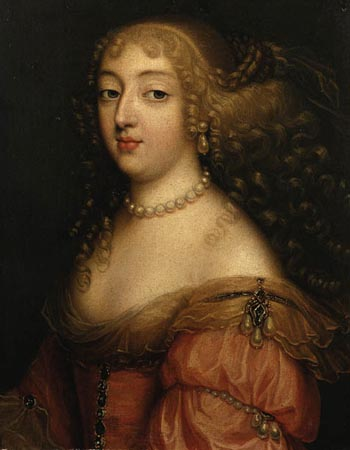
Laura Mancini
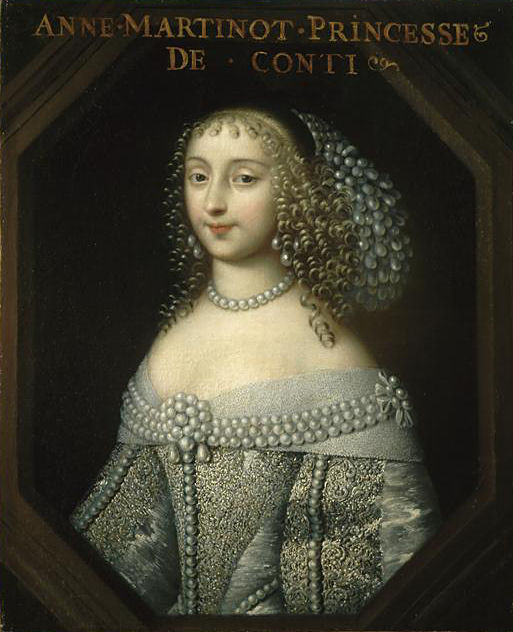
Ana Maria Martinozzi
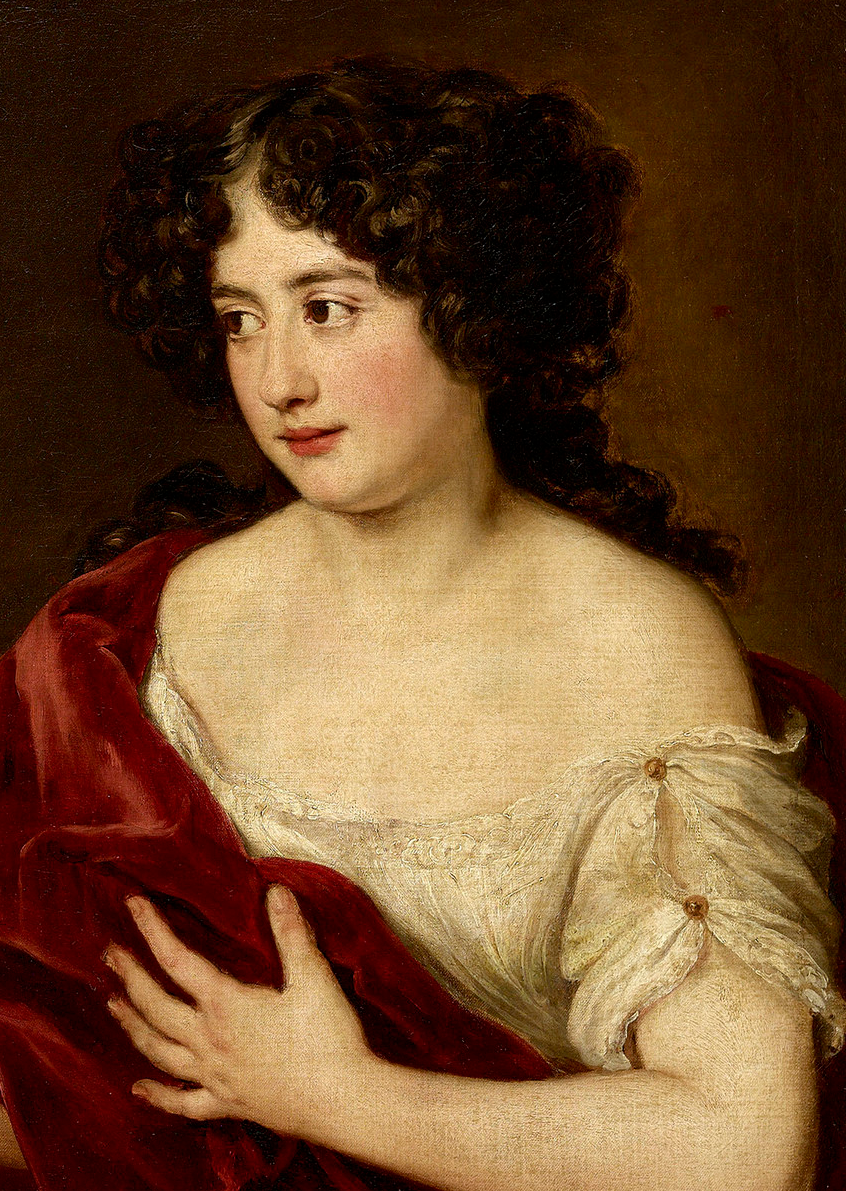
Maria Mancini
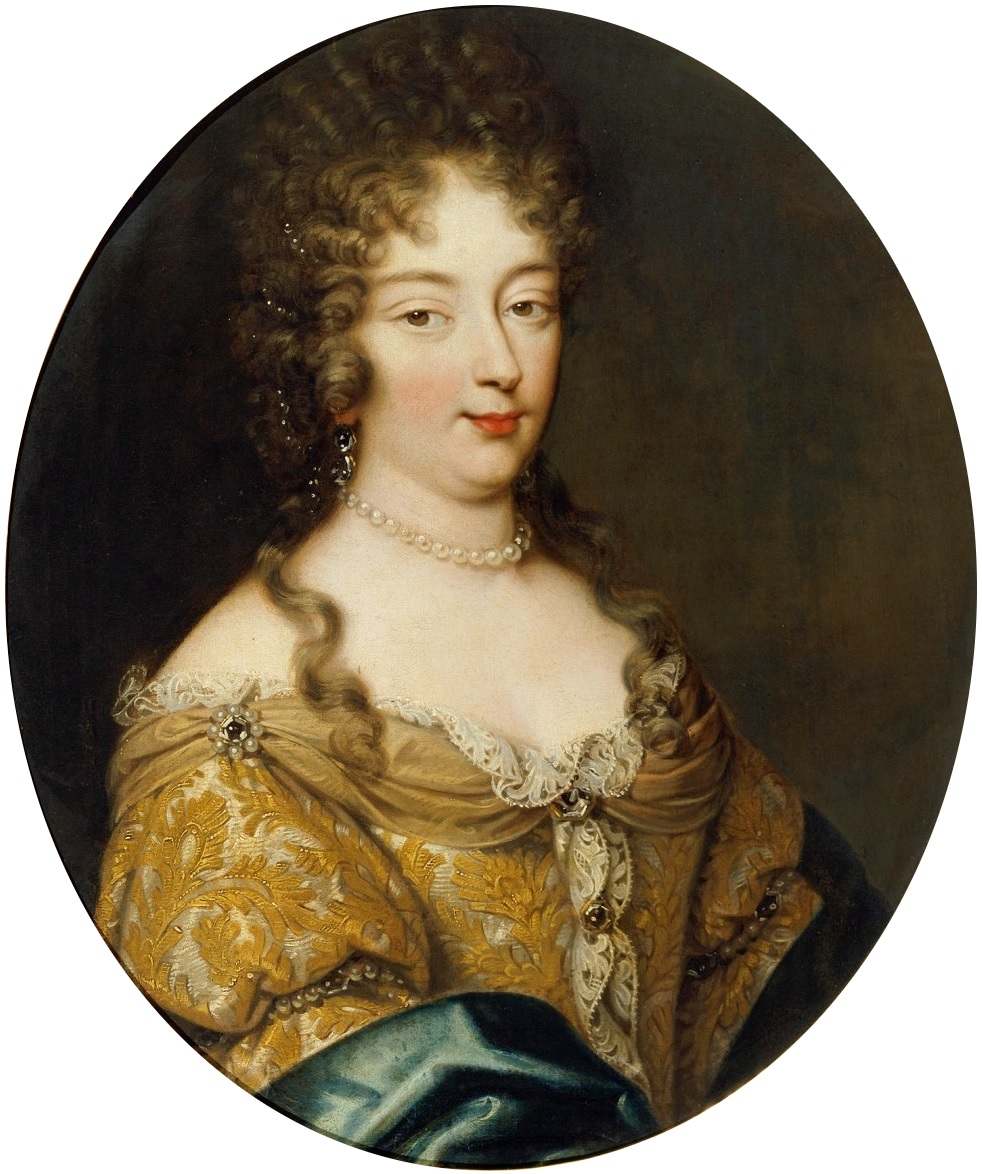
Olímpia Mancini
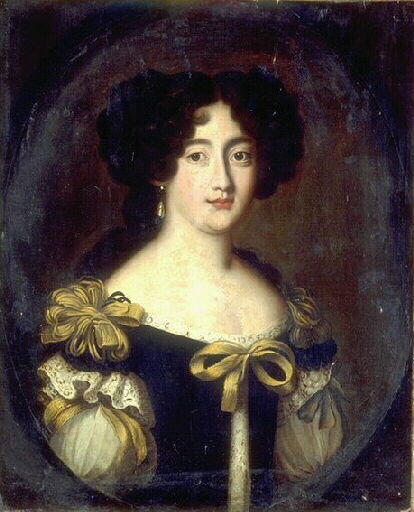
Hortênsia Mancini
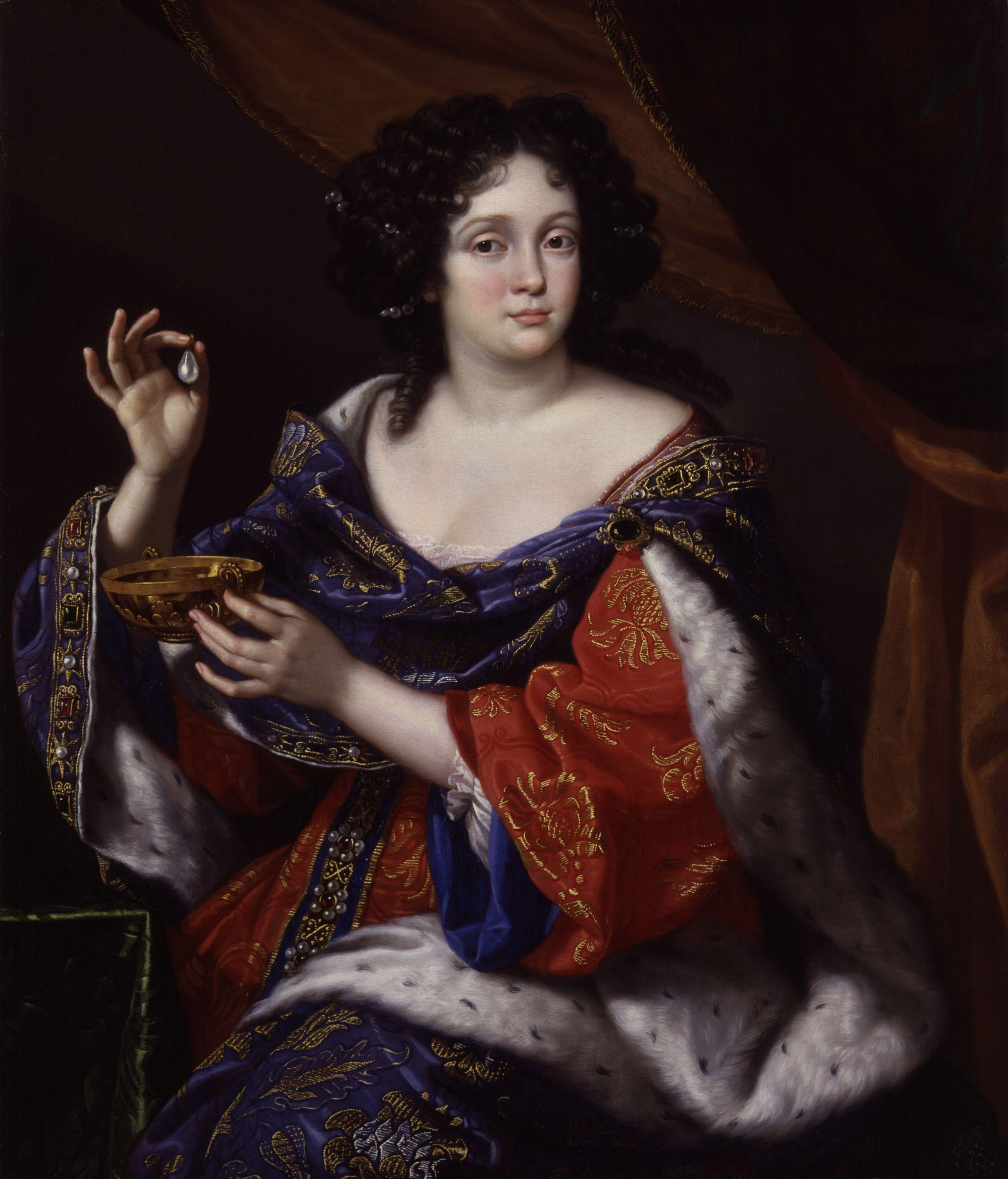
Maria Ana Mancini

## Integração na Sociedade
Chegadas a França em diferentes momentos, as jovens tinham idades entre sete e treze anos no momento da sua chegada. O tio, o Cardeal Mazarino, solicitara a sua presença na Corte Francesa por várias razões. Primeiro, ele estava cansado de estar rodeado por nobres e cortesãos franceses em que não confiava. Assim ele pretendia sentir-se mais acompanhado e confiar em quem o rodeava, e nada melhor que os membros da família. Segundo, ele pretendia usar as sobrinhas e sobrinhos para consolidar o seu legado na sociedade e história de França. Como eclesiástico, ele não tinha filhos legítimos que lhe permitissem fazer isso.
Após a sua chegada a Paris, a rainha Ana de Áustria, a mãe do jovem rei, Luís XIV, tomou as crianças sob sua proteção. Inclusivamente ela permitiu que as jovens fossem educadas juntamente com o Rei e o seu irmão mais novo, Filipe, no Palais Royal. Com esta distinção, ela colocava as jovens ao mesmo nível que os Príncipes de Sangue.
Quando as jovens foram oficialmente apresentadas à Corte, o Marechal Villeroy disse ao tio do rei, Gastão, Duque d'Orleães:

"Voilà des petites demoiselles qui présentement ne sont point riches, mais qui bientôt auront de beaux châteaux, de bonnes rentes, de belles pierreries, de bonne vaisselle d'argent, et peut-être de grandes dignités […]"

("Aqui estão as jovens senhoras que presentemente não são de forma nenhuma ricas, mas que em breve terão belos castelos, boas rendas, joias preciosas, baixelas de prata, e talvez até serão grande dignatárias […]").
Em Paris, as Mazarinettes causaram alguma agitação pela sua aparência. Num meio onde a pele pálida e formas generosas eram vistas como o ideal de beleza feminina, as jovens, que eram mais morenas pela sua origem italiana e de constituição delgada, eram notadas.
Uma das assim chamadas Mazarinades, sátiras e panfletos contra Mazarin que eram publicadas frequentemente em França entre 1648 e 1653, descreve assim as sobrinhas do cardeal:
| original Francês | tradução Portuguesa |
| --- | --- |
| Elles ont les yeux d'un hibou, L'écorce blanche comme un chou, Les sourcils d'une âme damnée, Et le teint d'une cheminée. | Elas têm olhos de coruja, A pele branca como uma couve, As sobrancelhas duma alma condenada, E a aparência duma chaminé. |

Outras Mazarinades chamavam-lhes "princesses do lixo" e "cobras fedorentas".
Como protegidas do seu tio, a vida destas raparigas refletiam frequentemente o destino variável do cardeal. Durante a Fronda, elas foram forçadas por duas vezes a deixarem Paris e a irem para o exílio. Após a revolta ser esmagada, o Cardeal Mazarin assegurou-lhe uma vida próspera, encontrando-lhes casamentos adequados, e inundando-as com generosas e esplendorosas prendas de casamentos.

## Ligações Externas
- (em inglês) O Cardeal Mazarino e as "Mazarinettes"
- (em inglês) The Mazarinettes, the Kardashians of Versailles